# Resultados do Carnaval de Paranaguá
Resultados do Carnaval de Paranaguá.

## 2009
| Grupo Especial  | Grupo Especial        | Grupo Especial | Grupo Especial | Grupo Especial |
| Colocação       | Escola                | Pontos         | Nota           | Ref.           |
| --------------- | --------------------- | -------------- | -------------- | -------------- |
| 1º              | São Vicente           | 99             |                | [ 1 ]          |
| 2º              | Filhos da Gaviões     | 95             |                | [ 1 ]          |
| Grupo de acesso |                       |                |                |                |
| Colocação       | Escola                | *              | Nota           | Ref.           |
| 1º              | Acadêmicos do Litoral | *              | Promovida      | [ 1 ]          |

## 2010
| Grupo Especial  | Grupo Especial                      | Grupo Especial | Grupo Especial | Grupo Especial |
| Colocação       | Escola                              | Pontos         | Nota           | Ref.           |
| --------------- | ----------------------------------- | -------------- | -------------- | -------------- |
| 1º              | São Vicente                         | 100            |                | [ 2 ] [ 3 ]    |
| 2º              | Filhos da Gaviões                   | 97             |                | [ 2 ] [ 3 ]    |
| 3º              | Mocidade Unida do Jardim Santa Rosa | 94,5           |                | [ 2 ] [ 3 ]    |
| 4º              | Unidos da Ponta do Caju             | 91,5           |                | [ 2 ]          |
| 5º              | Acadêmicos do Litoral               | *              | Rebaixada      | [ 2 ] [ 3 ]    |
| Grupo de acesso |                                     |                |                |                |
| Colocação       | Escola                              | Pontos         | Nota           | Ref.           |
| 1º              | União da Ilha dos Valadares         | 99             | Promovida      | [ 2 ] [ 3 ]    |
| 2º              | Leão da Estradinha                  | 97             |                | [ 3 ]          |
| 3º              | Vila Alboit                         | 91,5           |                | [ 3 ]          |

## 2011
| Grupo Especial  | Grupo Especial                      | Grupo Especial | Grupo Especial | Grupo Especial | Grupo Especial    |
| Colocação       | Escola                              | Pontos         | Desempate      | Nota           | Ref.              |
| --------------- | ----------------------------------- | -------------- | -------------- | -------------- | ----------------- |
| 1º              | São Vicente                         | 98,5           |                |                | [ 4 ] [ 5 ]       |
| 2º              | Mocidade Unida do Jardim Santa Rosa | 97,5           | Bateria        |                | [ 4 ] [ 5 ] [ 6 ] |
| 3º              | Filhos da Gaviões                   | 97,5           |                |                | [ 5 ] [ 6 ]       |
| 4º              | União da Ilha dos Valadares         |                |                |                |                   |
| 5º              | Unidos da Ponta do Caju             | 82,5           |                | Rebaixada      | [ 4 ]             |
| Grupo de acesso |                                     |                |                |                |                   |
| Colocação       | Escola                              | *              | *              | Nota           | Ref.              |
| 1º              | Leão da Estradinha                  | *              | *              | Promovida      | [ 4 ] [ 5 ]       |
| 2º              | Acadêmicos do Litoral               | *              |                |                | [ 5 ]             |
| 3º              | Vila Alboit                         | *              | *              |                | [ 5 ]             |
| 4º              | Império do Irajá                    | *              |                |                |                   |

## 2012
| Grupo Especial  | Grupo Especial                      | Grupo Especial | Grupo Especial | Grupo Especial    |
| Colocação       | Escola                              | Pontos         | Nota           | Ref.              |
| --------------- | ----------------------------------- | -------------- | -------------- | ----------------- |
| 1º              | União da Ilha dos Valadares         | 100            |                | [ 7 ] [ 8 ] [ 9 ] |
| 2º              | Mocidade Unida do Jardim Santa Rosa | 99             |                | [ 7 ] [ 8 ] [ 9 ] |
| 3º              | Filhos da Gaviões                   | 95             |                | [ 7 ] [ 8 ] [ 9 ] |
| 4º              | Leão da Estradinha                  | 91,5           | Rebaixada      | [ 7 ] [ 8 ] [ 9 ] |
| Grupo de acesso |                                     |                |                |                   |
| Colocação       | Escola                              | Pontos         | Nota           | Ref.              |
| 1º              | Unidos da Ponta do Caju             | 95,5           | Promovida      | [ 7 ] [ 8 ] [ 9 ] |
| 2º              | Vila Alboit                         | 94             | Promovida      | [ 7 ] [ 9 ]       |
| 3º              | Acadêmicos do Litoral               | 93             |                | [ 9 ]             |

## 2013
| Grupo Especial  | Grupo Especial              | Grupo Especial | Grupo Especial | Grupo Especial |
| Colocação       | Escola                      | Pontos         | Nota           | Ref.           |
| --------------- | --------------------------- | -------------- | -------------- | -------------- |
| 1º              | Filhos da Gaviões           | 87,5           |                | [ 10 ] [ 11 ]  |
| 2º              | União da Ilha dos Valadares | 87,25          |                | [ 10 ]         |
| Grupo de acesso |                             |                |                |                |
| Colocação       | Escola                      | Pontos         | Nota           | Ref.           |
| 1º              | Leão da Estradinha          | *              | Promovida      | [ 10 ]         |

## 2014
| Grupo Especial  | Grupo Especial                      | Grupo Especial | Grupo Especial | Grupo Especial |
| Colocação       | Escola                              | Pontos         | Nota           | Ref.           |
| --------------- | ----------------------------------- | -------------- | -------------- | -------------- |
| 1º              | União da Ilha dos Valadares         | 89             |                | [ 12 ]         |
| 2º              | Filhos da Gaviões                   | 86,25          |                | [ 12 ]         |
| 3º              | Unidos da Ponta do Caju             | 85,19          |                | [ 12 ]         |
| 4º              | Acadêmicos do Litoral               | 84,48          |                | [ 12 ]         |
| 5º              | Leão da Estradinha                  | 81,20          |                | [ 12 ]         |
| Grupo de acesso |                                     |                |                |                |
| Colocação       | Escola                              | Pontos         | Nota           | Ref.           |
| 1º              | Mocidade Unida do Jardim Santa Rosa | *              | Promovida      | [ 12 ]         |

## 2015
| Grupo Especial | Grupo Especial                      | Grupo Especial | Grupo Especial | Grupo Especial |
| Colocação      | Escola                              | Pontos         | Ref.           |                |
| -------------- | ----------------------------------- | -------------- | -------------- | -------------- |
| 1º             | União da Ilha dos Valadares         | 167,75         | [ 13 ] [ 14 ]  |                |
| 2º             | Acadêmicos do Litoral               | 166,90         | [ 13 ]         |                |
| 3º             | Filhos da Gaviões                   | 162,80         | [ 13 ]         |                |
| 4º             | Mocidade Unida do Jardim Santa Rosa | *              | [ 13 ]         |                |
| 5º             | Unidos da Ponta do Caju             | *              | [ 13 ]         |                |
| 6º             | Leão da Estradinha                  | *              | [ 13 ]         |                |

## 2020
| Grupo Especial | Grupo Especial        | Grupo Especial | Grupo Especial | Grupo Especial |
| Colocação      | Escola                | Pontos         | Ref.           |                |
| -------------- | --------------------- | -------------- | -------------- | -------------- |
| 1º             | União da Ilha         | 89,4           | [ 15 ]         |                |
| 2º             | Ponta do Caju         | 88,5           | [ 15 ]         |                |
| 3º             | Filhos da Gaviões     | 88,4           | [ 15 ]         |                |
| 4º             | Leão da Estradinha    | 86,7           | [ 15 ]         |                |
| 5º             | Acadêmicos do Litoral | 82,9           | [ 15 ]         |                |